# Surfbar
Surfbar – program komputerowy instalowany dobrowolnie na komputerze użytkownika, wyświetlający reklamy, za co użytkownikowi oferowane są korzyści finansowe. 
Wyglądem przypomina otwarte okno folderu o wymiarach 500/80 pikseli które można umieścić w dowolnym miejscu na pulpicie lecz bez możliwości minimalizacji do paska zadań. Surfbary zwykle naliczają nam punkty za każdą minutę. Punkty natomiast wymieniane są na pieniądze na koniec każdego miesiąca.